# Microshaft Winblows 98
《Microshaft Winblows 98》是1998年互动喜剧电子游戏，由鹦鹉互动开发、钯互动发布。它恶搞了当时流行的Windows 95操作系统，以及微软共同创办人比尔·盖茨。游戏在合众国诉微软案期间发售，微软、Windows和盖茨常被拿来开玩笑，游戏即就这一炒热题材展开讽刺。游戏在Windows和Classic Mac OS上发布。游戏大体获得正面评论。